# Cartans kriterium
Inom matematiken är Cartans kriterium kriterium för en Liealgebra i karakteristik 0 att vara  lösbar, av vilket ett liknande kriterium för en Liealgebra att vara halvenkel. Den baserar sig på Killingformer, symmetriska bilinjära former över {\displaystyle {\mathfrak {g}}} definierade enligt formeln
{\displaystyle K(u,v)=\operatorname {tr} (\operatorname {ad} (u)\operatorname {ad} (v)),}
där tr betecknar spåret av en linjär operator. Kriteriet introducerades av Élie Cartan (1894).

## Cartans kriterium för lösbarhet
Cartans kriterium för lösbarhet lyder:
En Lie-delalgebra  {\displaystyle {\mathfrak {g}}} av endomorfier av ett ändligtdimensionellt vektorrum över en kropp av karakteristik noll är lösbar om och bara om {\displaystyle Tr(ab)=0} då {\displaystyle a\in {\mathfrak {g}},b\in [{\mathfrak {g}},{\mathfrak {g}}].}
Att {\displaystyle Tr(ab)=0} i det lösbara fallet följer moedelbart ur Lie–Kolchins sats som säger att lösbara Liealgebror i karakteristik 0 kan skrivas i övre triangulär form.
Genom att använda Cartans kriterium till den adjungta representationen får man: 
En ändligtdimensionell Liealgebra {\displaystyle {\mathfrak {g}}} över en kropp av karakteristik noll är lösbar om och bara om {\displaystyle K({\mathfrak {g}},[{\mathfrak {g}},{\mathfrak {g}}])=0} (där K är Killingformen).